# Gecekondu

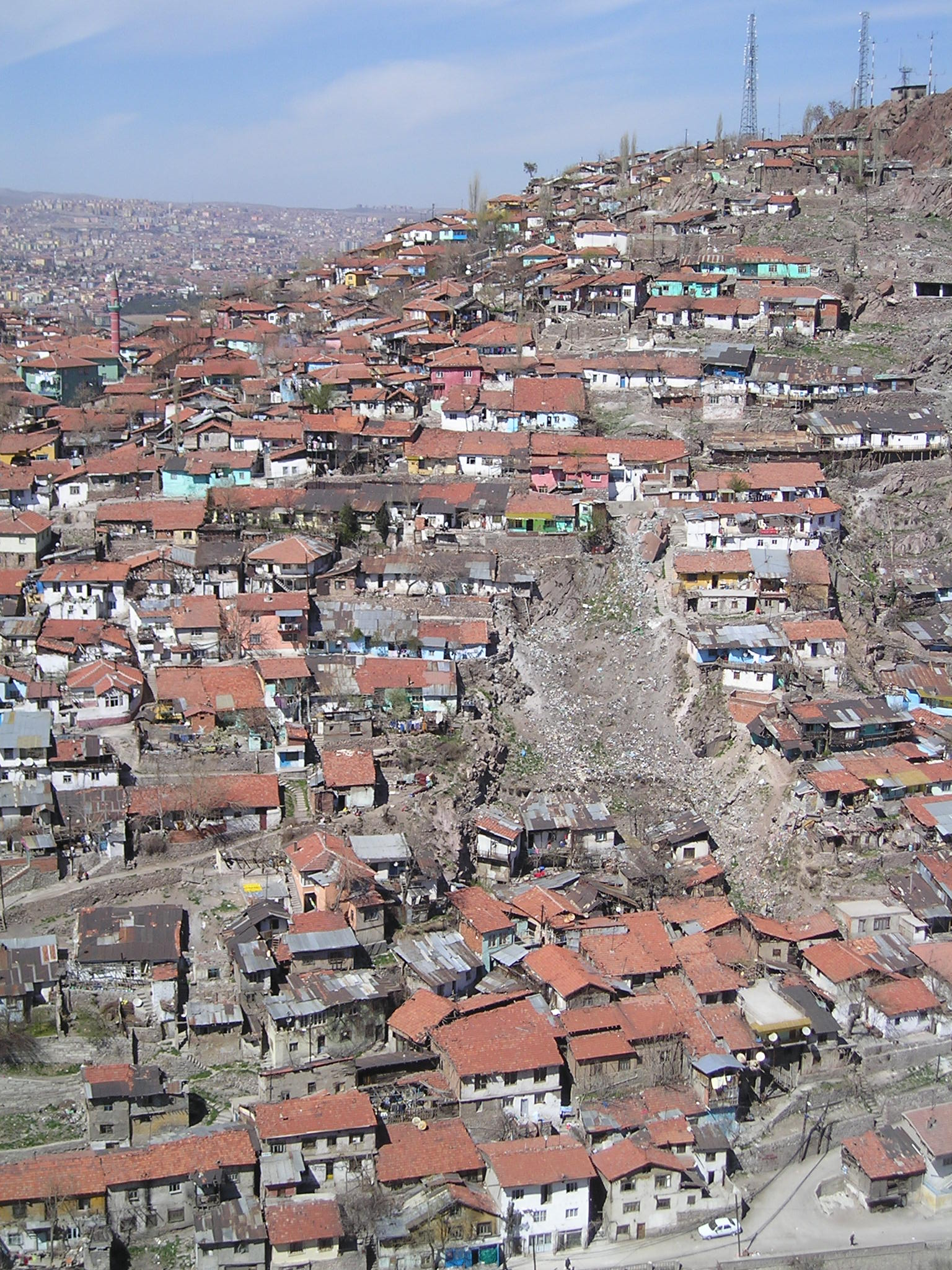
Un quartiere di "gecekondu" ad Ankara

Gecekondu (pronuncia: ɡeʤekondu) (plurale gecekondular) è una parola turca che significa una casa edificata senza permessi corretti, una baracca, una capanna. “Gecekondu bölgesi”' è un quartiere fatto da "gecekondular". Questo tipo di abitazioni è frequente nei sobborghi delle grandi città della Turchia.

## Etimologia
In turco, “gece” è “la notte” e “kondu” vuol dire “messo di colpo” (dal verbo “kondurmak”, “mettere all'improvviso”). Di fatto il termine “gecekondu” viene a dire “edificato in una notte”. Eppure “bölge” significa “una zona, un quartiere, perfino una regione”, dunque “gecekondu bölgesi” è “un quartiere di baracche edificate in pochissimo tempo”.

## Uso della parola
Nell'uso comune, gecekondu si riferisce ai condomini e case costruiti in pochissimo tempo da persone immigrate nella periferia delle grandi città turche (Istanbul, Ankara, Smirne), provenienti dalle campagne rurali depresse, soprattutto dell'est del paese. Questa gente sfrutta un vuoto legislativo che permette di cominciare a costruire dopo il tramonto e poi, se il fabbricato è finito prima dell'alba e le autorità non se ne sono rese conto a tempo e forma debiti, allora quello non si tocca. Le autorità non possono già staccare sommariamente la capanna, soltanto iniziare una procedura legale che di solito prende tantissimo tempo e alla fine la baracca rimane lo stesso. Dopo la prima notte conquistata a fatica, il "gecekondu" continua a farsi in economia in pochi giorni seguendo il principio dell'autocostruzione, con l'aiuto di parenti ed amici. Sono case che per definizione non rispettano vincoli urbanistici. Il tutto per permettere l'inurbamento di persone che altrimenti non avrebbero casa. 
Il termine apparve per la prima volta nel 1947 ed è mutato di significato più volte nel tempo. Con un atteggiamento pragmatico del governo turco e con le leggi 1948/5218 e 1949/5228 si trasformarono numerose abitazioni abusive in legittime attraverso l'amnistia sulla costruzione ("imar affı", da "imar", "lavori pubblici", e "af", "amnistia"), pertanto il termine, in un assetto così dinamico, si sposta sempre di più dal definire le singole costruzioni (legittimate) al definire i quartieri. Si stima che nella sola Istanbul circa un milione di abitanti vivano in "gecekondu". Al momento, alcuni quartieri di “gecekondu” si stanno buttando giù e sostituendo con complessi urbani di edilizia residenziale sviluppati dallo Stato Turco. Un importante effetto collaterale del fenomeno “gecekondu” è che il censimento delle grandi città turche è affidabile

## Altrove
In altre parti del mondo sono presenti strutture simili ai Gecekondu. In turco il termine si riferisce alla singola casa che per estensione si allarga ai quartieri totalmente abusivi. Con questa seconda definizione si può paragonare alle "favelas" brasiliane senza avere delle stesse una autonoma ed autogestita organizzazione sociale.